# Пюельмонтьє
Пюельмонтьє́ (фр. Puellemontier) — колишній муніципалітет у Франції, у регіоні Гранд-Ест, департамент Верхня Марна. Населення — 224 осіб (2011).
Муніципалітет був розташований на відстані близько 180 км на схід від Парижа, 60 км на південний схід від Шалон-ан-Шампань, 55 км на північний захід від Шомона.

## Історія
До 2015 року муніципалітет перебував у складі регіону Шампань-Арденни. Від 1 січня 2016 року належав до нового об'єднаного регіону Гранд-Ест.
1 січня 2016 року Пюельмонтьє, Друа, Лонжвіль-сюр-ла-Лен i Луз було об'єднано в новий муніципалітет Рив-Дервуаз.

## Демографія
Динаміка населення (INSEE ):
Розподіл населення за віком та статтю (2006):
| Стать | Всього | До 15 років | 15-24 | 25-44 | 45-64 | 65-85 | Понад 85 |
| --- | ------ | ----------- | ----- | ----- | ----- | ----- | -------- |
| Чоловіки | 96     | 8           | 24    | 16    | 36    | 12    | 0        |
| Жінки | 84     | 12          | 4     | 16    | 44    | 4     | 4        |
| \| Статево-вікова піраміда \| Статево-вікова піраміда \| Статево-вікова піраміда \| \| ----------------------- \| ----------------------- \| ----------------------- \| \| Чоловіки \| Вік \| Жінки \| \| 0 \| 85 + \| 4 \| \| 0 \| 80-84 \| 0 \| \| 0 \| 75-79 \| 0 \| \| 12 \| 70-74 \| 4 \| \| 0 \| 65-69 \| 0 \| \| 4 \| 60-64 \| 16 \| \| 12 \| 55-59 \| 4 \| \| 4 \| 50-54 \| 16 \| \| 16 \| 45-49 \| 8 \| \| 0 \| 40-44 \| 4 \| \| 4 \| 35-39 \| 0 \| \| 4 \| 30-34 \| 4 \| \| 8 \| 25-29 \| 8 \| \| 4 \| 20-24 \| 4 \| \| 20 \| 15-20 \| 0 \| \| 4 \| 10-14 \| 0 \| \| 4 \| 5-9 \| 4 \| \| 0 \| 0-4 \| 8 \| |        |             |       |       |       |       |          |
| Статево-вікова піраміда |        |             |       |       |       |       |          |
| Чоловіки | Вік    | Жінки       |       |       |       |       |          |
| 0 | 85 +   | 4           |       |       |       |       |          |
| 0 | 80-84  | 0           |       |       |       |       |          |
| 0 | 75-79  | 0           |       |       |       |       |          |
| 12 | 70-74  | 4           |       |       |       |       |          |
| 0 | 65-69  | 0           |       |       |       |       |          |
| 4 | 60-64  | 16          |       |       |       |       |          |
| 12 | 55-59  | 4           |       |       |       |       |          |
| 4 | 50-54  | 16          |       |       |       |       |          |
| 16 | 45-49  | 8           |       |       |       |       |          |
| 0 | 40-44  | 4           |       |       |       |       |          |
| 4 | 35-39  | 0           |       |       |       |       |          |
| 4 | 30-34  | 4           |       |       |       |       |          |
| 8 | 25-29  | 8           |       |       |       |       |          |
| 4 | 20-24  | 4           |       |       |       |       |          |
| 20 | 15-20  | 0           |       |       |       |       |          |
| 4 | 10-14  | 0           |       |       |       |       |          |
| 4 | 5-9    | 4           |       |       |       |       |          |
| 0 | 0-4    | 8           |       |       |       |       |          |

## Економіка
2010 року серед 141 особи працездатного віку (15—64 років) 107 були активними, 34 — неактивними (показник активності 75,9%, у 1999 році було 72,0%). З 107 активних мешканців працювало 100 осіб (52 чоловіки та 48 жінок), безробітними було 7 (2 чоловіки та 5 жінок). Серед 34 неактивних 14 осіб було учнями чи студентами, 15 — пенсіонерами, 5 були неактивними з інших причин.

У 2010 році в муніципалітеті числилось 86 оподаткованих домогосподарств, у яких проживали 207,0 особи, медіана доходів виносила 22 909 євро на одного особоспоживача